# Quéntar

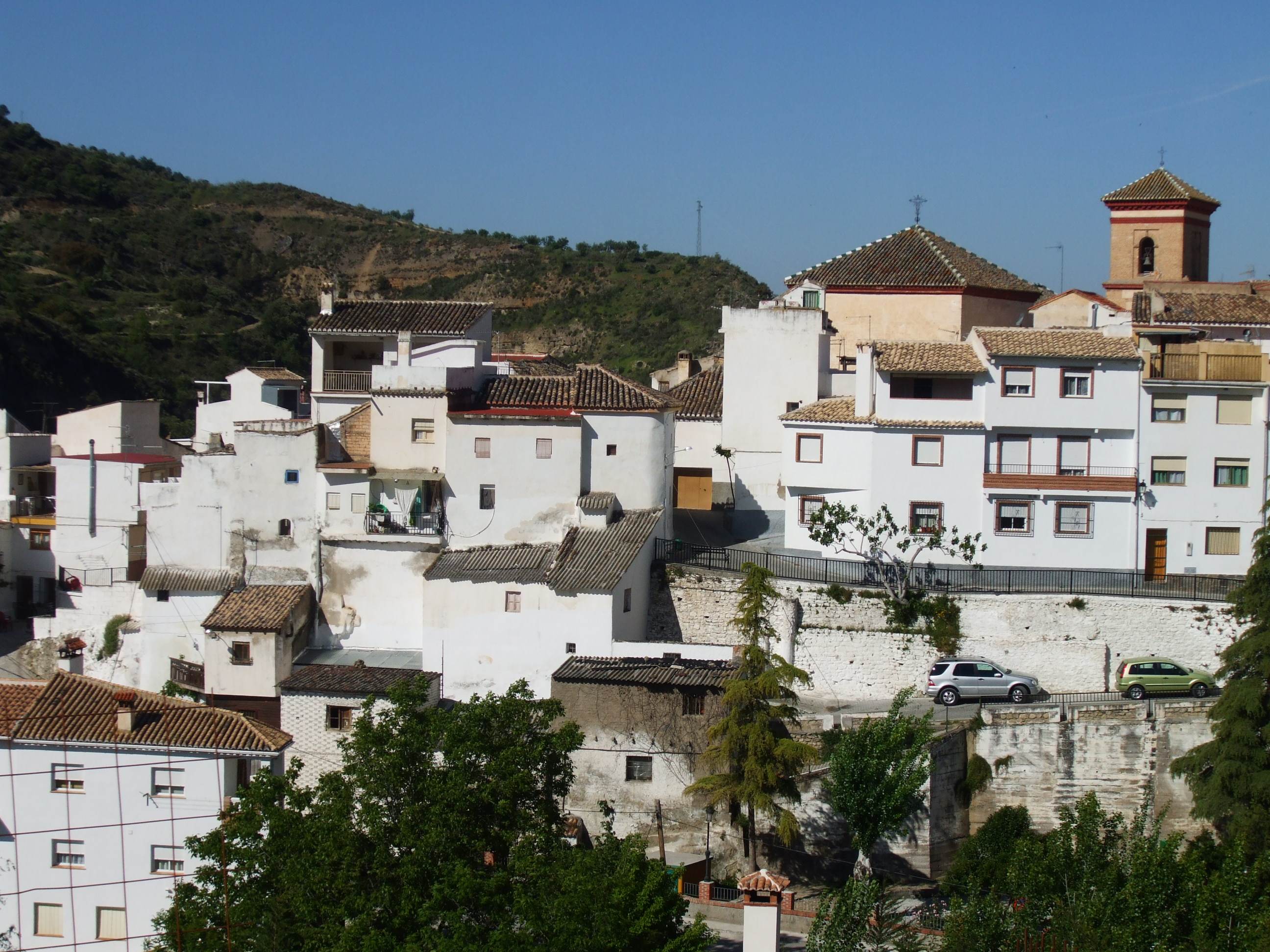
Quéntar

Quéntar és un petit poble en la Província de Granada, a 15 quilòmetres de distància de la ciutat de Granada en direcció a Sierra Nevada. El poble té 1.054 habitants (INE 2005).
El nom de Quéntar prové de l'àrab Qaryat al kantar, que significa pont i pas cap a l'alqueria.